# 伯克夏縣
伯克夏縣（英語：Berkshire County）是美国麻薩諸塞州最西部的一個縣，西鄰纽约州，南鄰康乃狄克州，北鄰佛蒙特州，面積2,451平方公里。根據2020年美國人口普查，共有人口12萬9,026人。縣治匹茲菲（Pittsfield）。該縣1760年5月28日建立，縣名來自英国的同名郡。